# Доменико Леони
Доменико Леон (на италиански: Domenico Leoni) е венециански политик и военачалник на Византия и ипат (hypatos, византийски консул).
През 737 – 738 г. той е magister militum или (дож) на Венецианската република след Орсо Ипато. През 738 г. е последван от Феличе Корникола.